# Ulota rufula
Ulota rufula là một loài Rêu trong họ Orthotrichaceae. Loài này được (Mitt.) A. Jaeger miêu tả khoa học đầu tiên năm 1874.